# Grazielodendron riodocensis
Genre
Espèce
Synonymes
- Grazielodendron riodocense H.C.Lima[2]

Grazielodendron riodocensis est une espèce de plantes à fleurs dicotylédones de la famille des Fabaceae, sous-famille des Faboideae, originaire du Brésil. C'est l'unique espèce acceptée du genre Grazielodendron (genre monotypique).